# Ratchet: Gladiator
Ratchet: Gladiator, även känt som Ratchet & Clank 4 eller Ratchet: Deadlocked i Nordamerika, är ett actionäventyrsspel utvecklat av Insomniac Games och publicerat av SCEA år 2005. Detta spel är det fjärde där Ratchet är huvudperson och den enda där Clank inte är spelbar. 

## Handling
Spelet börjar efter händelserna i Ratchet & Clank 3. Ratchet blir kidnappad av Gleeman Vox: skaparen av Dreadzone, en omänsklig gameshow där deltagarna försöker att ta död på varandra. Han blir förd till ett ställe där hjältar, inför kameror och en skränande publik, måste slåss mot gladiatorer och robotar för att överleva. Han har nu på sig en "Deadlock", en kedja som exploderar om han blir samarbetsovillig eller uttråkad. Ratchet och hans medhjälpare blir kallade för "Team Darkstar", och tillsammans kämpar de för sina liv. Sedermera bestämmer de sig för att försöka befria de andra hjältarna som är tillfångatagna där, och få ett slut på Gleeman Vox och hans show.

## Gameplay
Ratchet: Gladiator påminner om tidigare spel i serien, men som fokuserar mer på skjutning istället för plattformande. Mycket av spelet kretsar kring robotstrider, där Ratchet måste strida mot flera skaror av tungt beväpna robotar och efter hand besegra väldiga bossar. Ratchet kämpar tillsammans med två robotkamrater, vilka kan placera sprängmedel på vissa ställen. Spelaren kan uppgradera Ratchets robotkamrater med bättre och kraftigare vapen och man kan också byta färg på dem. Spelets livsförpackning, Nanotech, kan uppgraderas genom att samla in erfarenhetspoäng. När Ratchet tar skada kan han slå sönder Natotech-boxar för att hela sig själv. Clank är inte längre med i detta spel, men man kan låsa upp hans "dräkt", dock inte hans jet pack.
I spelets samarbetskampaj ska den andra spelaren ta kontrollen över en av Ratchets robotkamrater. Spelarna måste dela på vapnen och ammunitionen i spelet, men de kan inte använda samma vapen på samma gång utan de måste alltid ha olika. 
Spelet innehåller också ett flerspelarläge, både online för tio spelare och offline där upp till fyra spelare kan spela lokalt i olika flerspelarmatcher. Det finns fem olika flerspelarspellägen: Conquest, Capture the Flag, Deathmatch, King of the Hill och Juggernaut.

## Fordon
Spelet har fyra spelbara fordon, varav tre är markfordon samt en luftfarkost.
- Landstalker: En stor spindelrobot med spindelliknande vapen, som samtliga kan användas samtidigt av två spelare.
- Puma: Ett mycket snabbt bepansrat fordon med en kraftfull kanon. Det kombinerar både snabbhet och styrka, vilket kan bringa död på flera fiender samtidigt.
- Hoverbike: ett svävande fordon med ett torn på framsidan. Det används för både racing och i strider, men kan bara användas av en spelare.
- Hovership: En kraftfull luftfarkost utrustad med en laser och ett par raketgevär.